# Backobourkia
Genre
Backobourkia est un genre d'araignées aranéomorphes de la famille des Araneidae.

## Distribution
Les espèces de ce genre se rencontrent en Australie, en Nouvelle-Zélande et en Nouvelle-Calédonie.

## Liste des espèces
Selon World Spider Catalog (version 22.5, 30/11/2021) :
- Backobourkia brouni (Urquhart, 1885)
- Backobourkia collina (Keyserling, 1886)
- Backobourkia heroine (L. Koch, 1871)
- Backobourkia thyridota (Thorell, 1870)

## Publication originale
- Framenau, Dupérré, Blackledge & Vink, 2010 : « Systematics of the new Australasian orb-weaving spider genus Backobourkia (Araneae: Araneidae: Araneinae). » Arthropod Systematics & Phylogeny, vol. 68, no 1, p. 79-111 (texte intégral).